# سکس و دروغ در شهر گناه
سکس و دروغ در شهر گناه (به انگلیسی: Sex and Lies in Sin City) فیلمی تلویزیونی محصول سال ۲۰۰۸ و به کارگردانی پیتر میداک است. در این فیلم بازیگرانی همچون مینا سوواری، مارسیا گی هاردن، جاناتان شیچ و متیو موداین ایفای نقش کرده‌اند.